# Melbourne Park
37°49′19″S 144°58′48″Ø / 37.822°S 144.98°Ø
Melbourne Park er et idrætsanlæg, der er en del af Melbourne Sports and Entertainment Precinct i Melbourne, Victoria, Australien. Siden 1988 har Melbourne Park været vært for Australian Open i tennis, som hvert år spilles i januar måned. Anlægget kan også anvendes til netball, skøjtesport, koncerter, banecykling, svømning og motorsport. Anlægget ejes af Melbourne & Olympic Parks, som også driver Melbourne Rectangular Stadium. Yarra Park-sektionen af Sports and Entertainment Precinct drives separat.

## Historie
Melbourne Park blev opført i 1988 ved siden af Jolimont Yard som det nye anlæg til Australian Open i tennis, eftersom det tidligere anlæg, Kooyong Lawn Tennis Club, var blevet for lille. Anlægget var oprindeligt indtil 1996 kendt under navnet Flinders Park, hvorefter daværende Premier, Jeff Kennett, besluttede at omdøbe det til Melbourne Park, hovedsageligt for at markedsføre "Melbourne" over for en bredt internationalt publikum. Beslutningen mødte kraftig modstand og blev sammenlignet med at omdøbe Stade Roland Garros til "Paris Park". Det nye navn er imidlertid efterhånden blevet accepteret af lokalsamfundet.

## Begivenheder
Anlægget er bedst kendt som et tennisanlæg, men det er også vært for en række andre sports- og musikbegivenheder i løbet af året. Det bliver typisk brugt af populære internationale kunstnere, eftersom det er den største arena i byen, bortset fra Docklands Stadium og Melbourne Cricket Ground, som begge er meget dyre.
Dansefestiballe "The Two Tribes" blev afholdt årligt i Melbourne Park. The Eagles' Emmy Award-winning "Farewell 1 Tour: Live from Melbourne" dobbelt-DVD optagelse i 2005 blev afholdt i Rod Laver Arena. Pearl Jams koncert den 17. marts 1995 i Flinders Park Tennis Centre blev sendt direkte i australsk radio.

## Kapacitet og faciliteter
Anlæggets tre største baner kan overdækkes med skydetag i tilfælde af regnvejr eller ekstrem varme, og Melbourne Park er den eneste af de fire grand slam-spillesteder med de baner, der kan overdækkes.

### Rod Laver Arena
Anlæggets største bane var tidligere kendt som Centre Court men blev i januar 2000 omdøbt til Rod Laver Arena, opkaldt efter den australske tennislegende Rod Laver, der er den eneste spiller i tennishistorien, der har to gange har vundet af fire grand slam-titler i herresingle i løbet af et kalenderår, hvilket han opnåede i 1962 og 1969. Arenaen har en tilskuerkapacitet på 14.820 til tenniskampe.
Rod Laver Arena er en populær koncertarena, hvor bl.a. Lizzo, Luke Combs, Sam Smith og The Wiggles har optrådt.
- Damesinglekamp på Rod Laver Arena ved Australian Open 2006
- Kvartfinale i damesingle på Rod Laver Arena under Australian Open 2008.
- Kylie Minogue-koncert i Rod Laver Arena den 14. juni 2011.
- Rod Laver Arena i 2014 med skulptur af Rod Laver foran arenaen.
- Herresinglekvartfinale ved Australian Open 2023.

### John Cain Arena
Den næststørste bane er John Cain Arena, der tidligere også var kendt under navnet Vodafone Arena (2000-08), Hisense Arena (2008-18) og Melbourne Arena (2018-20), og som under Commonwealth Games 2006 midlertidigt var kendt under betegnelsen "Multi-Purpose Venue". Arenaen blev åbnet i 2000 og har en en kapacitet på 10.300. Arenaen blev den 3. februar 2020 opkaldt efter den afdøde Labor-politiker John Cain, der i 1982-90 var premierminister i delstaten Victoria, og som betragtes som en kritisk figur i bestræbelserne på at beholde Australian Open i Melbourne i midten af 1980'erne, hvor mesterskabet skulle finde et nyt hjemsted som erstatning for Kooyong Lawn Tennis Club, og hvor Cain stod bag beslutningen om at anlægge Melbourne Park.
Arenaen er kendt som Nick Kyrgios' yndlingsbane i Melbourne Park på grund af den særlige stemning i arenaen, hvortil publikum med den billige billettype "ground pass" har adgang.
- Vodafone Arena set udefra i 2007.
- Johanna Konta møder Denisa Allertová på Hisense Arena under Australian Open 2016
- Melbourne Arena set udefra i 2020.
- Basketballkamp på John Cain Arena i 2020.

### Margaret Court Arena
Den oprindelige Show Court 1 var fra anlæggets åbning i 1988 Melbourne Parks næststørste arena med 6.000 tilskuerpladser, indtil opførelsen af John Cain i 2000. Den har siden 2003 båret navnet Margaret Court Arena, opkaldt efter Margaret Court, der i perioden 1960-73 vandt 24 grand slam-titler i damesingle. I midten af 2010'erne blev arenaen videreudviklet, således at den ved genåbningen i 2015 havde fået udvidet kapaciteten til 7.500 og var blevet forsynet med et skydetag.
- Margaret Court Arena i 2003 med Rod Laver Arena i baggrunden.
- Herredoublekamp på Margaret Court Arena i ved Australian Open 2008
- Margaret Court Arena under Australian Open 2017.
- Margaret Court Arena med skydetaget lukket i 2023.
- Arenaen set udefra i 2023.

### Kia Arena
Siden åbningen i 2022 er Kia Arena (oprindeligt "Show Court Arena") med 5.000 tilskuerpladser blevet en af yndlingsbanerne blandt tennisfans med billettypen "ground pass".
- Show Court Arena inden Australian Open 2022
- Kia Arena under Australian Open 2023.

### Show Court 2 og 3
Femte- og sjettestørste bane i Melbourne Park er Show Court 2 og Show Court 3.
- Træning på Show Court 2 ved Australian Open 2020.
- Sofia Kenin og Ann Li spiller på Show Court 3 under Australian Open 2020.